# Humenice
Humenice (německy Maierhof) jsou osada, část obce Horní Stropnice v okrese České Budějovice v Jihočeském kraji. Nachází se asi jeden kilometr severně od Horní Stropnice. Humenice leží v katastrálním území Svébohy o výměře 10,89 km².

## Historie
První písemná zmínka o vesnici pochází z roku 1379.

## Obyvatelstvo
| Rok            | 1869 | 1880 | 1890 | 1900 | 1910 | 1921 | 1930 | 1950 | 1961 | 1970 | 1980 | 1991 | 2001 | 2011 | 2021 |
| -------------- | ---- | ---- | ---- | ---- | ---- | ---- | ---- | ---- | ---- | ---- | ---- | ---- | ---- | ---- | ---- |
| Počet obyvatel | 195  | 225  | 202  | 198  | 219  | 188  | 156  | 64   | 73   | 84   | 62   | 37   | 33   | 30   | 30   |
| Počet domů     | 35   | 34   | 35   | 36   | 36   | 35   | 41   | 30   | 30   | 17   | 17   | 15   | 15   | 17   | 17   |

## Obecní správa
Při sčítání lidu v letech 1850–1964 Humenice byly osadou obce Svébohy, se kterým patřily nejprve do okresu Kaplice, ale v roce 1950 v okrese Trhové Sviny a od roku 1960 v okrese České Budějovice. Od 14. června 1964 do 30. června 1980 byly částí obce Horní Stropnice v okrese České Budějovice. Od 1. července 1980 do 30. dubna 2003 byla osada úředně zrušena a jako část obce Horní Stropnice byla obnovena 1. května 2003.